# Samthar (ort i Indien)
Samthar är en ort i Indien.   Den ligger i distriktet Jhānsi och delstaten Uttar Pradesh, i den centrala delen av landet, 400 km sydost om huvudstaden New Delhi. Samthar ligger 177 meter över havet och antalet invånare är 21 582.
Terrängen runt Samthar är mycket platt, och sluttar norrut. Runt Samthar är det tätbefolkat, med 297 invånare per kvadratkilometer. Samthar är det största samhället i trakten. Trakten runt Samthar består till största delen av jordbruksmark.